# Campionato mondiale femminile under 17 di calcio 2022
Il Campionato mondiale femminile under 17 di calcio 2022 sarà la settima edizione della manifestazione organizzata dalla Fédération Internationale de Football Association (FIFA) e destinata alle nazionali di calcio femminile al di sotto dei 17 anni d'età. La fase finale si disputerà in India all'11 al 30 ottobre 2022; in origine doveva tenersi nel 2020, prima della pandemia di COVID-19. Sarà il primo torneo calcistico FIFA femminile ospitato dall'India, e il secondo in generale dopo il mondiale Under-17 del 2017.

## Stadi
| Bhubaneswar Margao Navi Mumbai | Bhubaneswar      | Margao                          | Navi Mumbai      |
| ------------------------------ | ---------------- | ------------------------------- | ---------------- |
| Bhubaneswar Margao Navi Mumbai | Kalinga Stadium  | Pandit Jawaharlal Nehru Stadium | DY Patil Stadium |
| Bhubaneswar Margao Navi Mumbai | Capienza: 15,000 | Capienza: 19,000                | Capienza: 55,000 |
| Bhubaneswar Margao Navi Mumbai |                  |                                 |                  |

## Squadre qualificate
Come nell'edizione precedente del torneo, alla fase finale giocheranno 16 squadre nazionali. Oltre all'India, automaticamente qualificata come nazione organizzatrice, le altre 15 nazionali si sono qualificate da sei diverse competizioni continentali.
| Confederazione                            | Torneo di qualificazione                                                                                | Qualificata/e              |
| ----------------------------------------- | --- | -------------------------- |
| AFC (Asia)                                | Squadre nominate in base ai risultati del Campionato asiatico Under-16 2019 (qualificazione cancellata) | Cina Giappone              |
| CAF (Africa)                              | Campionato africano Under-17 2022                                                                       | Marocco Nigeria Tanzania   |
| CONCACAF (Nord, Centro America & Caraibi) | Campionato nordamericano Under-17 2022                                                                  | Canada Messico Stati Uniti |
| CONMEBOL (Sud America)                    | Campionato sudamericano Under-17 2022                                                                   | Brasile Cile Colombia      |
| OFC (Oceania)                             | Squadra nominata dai risultati del Campionato oceaniano Under-17 2022 (qualificazioni cancellate)       | Nuova Zelanda              |
| UEFA (Europa)                             | Campionato europeo Under-17 2022                                                                        | Francia Germania Spagna    |
| Nazione ospitante                         | Nazione ospitante                                                                                       | India                      |

## Fase a gironi
Il piazzamento delle squadre viene definito in base ai seguenti criteri:
1. numero di punti ottenuti in tutti gli incontri del girone
2. differenza reti in tutti gli incontri del girone
3. numero di gol segnati in tutti gli incontri del girone

Se, dopo l'applicazione di questi criteri, due o più squadre sono ancora in parità si seguono questi criteri:
1. numero di punti ottenuti negli scontri diretti
2. differenza reti negli scontri diretti
3. numero di gol segnati negli scontri diretti
4. punti fair play points in tutti gli incontri del girone:
  - cartellino giallo: meno 1 punto;
  - cartellino rosso indiretto (secondo cartellino giallo): meno 3 punti;
  - cartellino rosso diretto: meno 4 punti;
  - cartellino giallo poi cartellino rosso diretto: meno 5 punti;
5. sorteggio

Le prime due classificate di ogni girone si qualificano ai quarti di finale.

### Gruppo A
| Pos. | Squadra     | Pt | G | V | N | P | GF | GS | DR  |
| ---- | ----------- | -- | - | - | - | - | -- | -- | --- |
| 1.   | Stati Uniti | 7  | 3 | 2 | 1 | 0 | 13 | 1  | +12 |
| 2.   | Brasile     | 7  | 3 | 2 | 1 | 0 | 7  | 1  | +6  |
| 3.   | Marocco     | 3  | 3 | 1 | 0 | 2 | 3  | 5  | −2  |
| 4.   | India       | 0  | 3 | 0 | 0 | 3 | 0  | 16 | −16 |

#### Risultati
| Arbitro: | Edita Mirabidova |

|  |           |            |
|  | Marcatori | 5’ Jhonson |

| Arbitro: | Susana Corella |

|  |           |                                                                                   |
|  | Marcatori | 9’, 31’ Rebimbas 15’ Kohler 23’ Gamero 39’ Thompson 51’ Emri 59’ Suarez 62’ Bhuta |

| Arbitro: | Oh Hyeonjeong |

|           |           |             |
| Carol 37’ | Marcatori | 33’ Kiorpes |

| Arbitro: | Katia Itzel García |

|  |           |                                       |
|  | Marcatori | 51’ El Madani 62’ Zouhir 90+1’ Cherif |

| Arbitro: | Myriam Marcotte |

|                                                 |           |  |
| Gabi Berchon 11’ Aline 40’, 51’ Lara 86’, 90+3’ | Marcatori |  |

| Arbitro: | Anahí Fernández |

|                                |           |  |
| Kohler 24’, 73’ Smith 68’, 81’ | Marcatori |  |

### Gruppo B
| Pos. | Squadra       | Pt | G | V | N | P | GF | GS | DR |
| ---- | ------------- | -- | - | - | - | - | -- | -- | -- |
| 1.   | Germania      | 9  | 3 | 3 | 0 | 0 | 11 | 2  | +9 |
| 2.   | Nigeria       | 6  | 3 | 2 | 0 | 1 | 7  | 3  | +4 |
| 3.   | Cile          | 3  | 3 | 1 | 0 | 2 | 4  | 9  | −5 |
| 4.   | Nuova Zelanda | 0  | 3 | 0 | 0 | 3 | 2  | 10 | −8 |

#### Risultati
| Arbitro: | Rebecca Welch |

|                                       |           |           |
| 12’ Figueroa 22’ Rovner 64’ Cifuentes | Marcatori | 52’ Clegg |

| Arbitro: | Myriam Marcotte |

|                      |           |           |
| Stoldt 49’ Alber 61’ | Marcatori | 30’ Usani |

| Arbitro: | Pansa Chaisanit |

|  |           |                                            |
|  | Marcatori | 16’ Bello 34’ Usani 75’ Afolabi 90+5’ Etim |

| Arbitro: | Maria Rivet |

|                                                                              |           |  |
| Veit 20’ Şehitler 24’ Alber 40’ Steiner 58’ (rig.) Bender 60’ Portella 90+5’ | Marcatori |  |

| Arbitro: | Bouchra Karboubi |

|           |           |                                    |
| Clegg 10’ | Marcatori | 5’, 54’ Bender 60’ (rig.) Şehitler |

| Arbitro: | Maria Sole Ferrieri |

|                        |           |                     |
| Emmanuel 4’ Mosaku 82’ | Marcatori | 90+1’ (rig.) Rovner |

### Gruppo C
| Pos. | Squadra  | Pt | G | V | N | P | GF | GS | DR |
| ---- | -------- | -- | - | - | - | - | -- | -- | -- |
| 1.   | Colombia | 6  | 3 | 2 | 0 | 1 | 4  | 2  | +2 |
| 2.   | Spagna   | 6  | 3 | 2 | 0 | 1 | 3  | 2  | +1 |
| 3.   | Messico  | 3  | 3 | 1 | 0 | 2 | 4  | 5  | -1 |
| 4.   | Cina     | 3  | 3 | 1 | 0 | 2 | 2  | 4  | -2 |

#### Risultati
| Arbitro: | Maria Sole Ferrieri Caputi |

|                |           |                               |
| Guijarro 90+3’ | Marcatori | 49’ Qiao Ruiqi 90’ Yu Xingyue |

| Arbitro: | Iuliana Demetrescu |

|             |           |  |
| Amezaga 85’ | Marcatori |  |

| Arbitro: | Ivana Martinčić |

|  |           |                 |
|  | Marcatori | 9’, 23’ Caicedo |

| Arbitro: | Edita Mirabidova |

|            |           |                                    |
| Pujols 74’ | Marcatori | 47’ Flores 85’ Montserrat Saldivar |

| Arbitro: | Odette Hamilton |

|  |           |            |
|  | Marcatori | 61’ Artero |

| Arbitro: | Rebecca Welch |

|                         |           |                    |
| Ortegón 41’ Caicedo 74’ | Marcatori | 81’ (aut.) Caicedo |

### Gruppo D
| Pos. | Squadra  | Pt | G | V | N | P | GF | GS | DR  |
| ---- | -------- | -- | - | - | - | - | -- | -- | --- |
| 1.   | Giappone | 9  | 3 | 3 | 0 | 0 | 10 | 0  | +10 |
| 2.   | Tanzania | 4  | 3 | 1 | 1 | 1 | 3  | 6  | -3  |
| 3.   | Canada   | 2  | 3 | 0 | 2 | 1 | 2  | 6  | -4  |
| 4.   | Francia  | 1  | 3 | 0 | 1 | 2 | 2  | 5  | -3  |

#### Risultati
| Arbitro: | Bouchra Karboubi |

|            |           |           |
| Chukwu 67’ | Marcatori | 73’ Calba |

| Arbitro: | Anahí Fernández |

|                                                      |           |  |
| Shiragaki 33’ Itamura 67’ Tsujisawa 75’ Tanikawa 81’ | Marcatori |  |

| Arbitro: | Odette Hamilton |

|           |           |                       |
| Calba 77’ | Marcatori | 17’ Mnally 60’ Bahera |

| Arbitro: | María Victoria Daza |

|                                             |           |  |
| Kubota 9’, 90+2’ Shiragaki 37’ Tanikawa 52’ | Marcatori |  |

| Arbitro: | Maria Rivet |

|  |           |                             |
|  | Marcatori | 29’ Tanikawa 90+1’ Kusunoki |

| Arbitro: | Pansa Chaisanit |

|             |           |                  |
| Mapunda 35’ | Marcatori | 14’ (rig.) Allen |

## Fase finale

### Tabellone
|  | Quarti di finale                             | Quarti di finale                             |                                              |          | Semifinali                | Semifinali                |  |  | Finale                   | Finale |
|  |                                              |                                              |                                              |          |                           |                           |  |  |                          |        |
|  | 21 ottobre - Navi Mumbai                     |                                              |                                              |          |                           |                           |  |  |                          |        |
|  |                                              |                                              |                                              |          |                           |                           |  |  |                          |        |
|  | Stati Uniti                                  | 1 (3)                                        |                                              |          |                           |                           |  |  |                          |        |
|  | Stati Uniti                                  | 1 (3)                                        | 26 ottobre - Pandit Jawaharlal Nehru Stadium |          |                           |                           |  |  |                          |        |
|  | Nigeria (dtr)                                | 1 (4)                                        |                                              |          |                           |                           |  |  |                          |        |
|  | Nigeria (dtr)                                | 1 (4)                                        | Nigeria                                      | 0 (5)    |                           |                           |  |  |                          |        |
|  | 22 ottobre - Pandit Jawaharlal Nehru Stadium |                                              | Nigeria                                      | 0 (5)    |                           |                           |  |  |                          |        |
|  |                                              | Colombia (dtr)                               | 0 (6)                                        |          |                           |                           |  |  |                          |        |
|  | Colombia                                     | Colombia (dtr)                               | 0 (6)                                        | 3        |                           |                           |  |  |                          |        |
|  | Colombia                                     |                                              | 30 ottobre - Navi Mumbai                     | 3        |                           |                           |  |  |                          |        |
|  | Tanzania                                     | 0                                            |                                              |          |                           |                           |  |  |                          |        |
|  | Tanzania                                     | 0                                            | Colombia                                     | 0        |                           |                           |  |  |                          |        |
|  | 21 ottobre - Navi Mumbai                     |                                              | Colombia                                     | 0        |                           |                           |  |  |                          |        |
|  |                                              | Spagna                                       | 1                                            |          |                           |                           |  |  |                          |        |
|  | Germania                                     | Spagna                                       | 1                                            | 2        |                           |                           |  |  |                          |        |
|  | Germania                                     | 26 ottobre - Pandit Jawaharlal Nehru Stadium |                                              | 2        |                           |                           |  |  |                          |        |
|  | Brasile                                      | 0                                            |                                              |          |                           |                           |  |  |                          |        |
|  | Brasile                                      | 0                                            | Germania                                     | 0        | Finale per il terzo posto | Finale per il terzo posto |  |  |                          |        |
|  | 22 ottobre - Pandit Jawaharlal Nehru Stadium |                                              | Germania                                     | 0        | Finale per il terzo posto | Finale per il terzo posto |  |  |                          |        |
|  |                                              | Spagna                                       | 1                                            |          |                           |                           |  |  |                          |        |
|  | Giappone                                     | Spagna                                       | 1                                            | 1        | Nigeria (dtr)             | 3 (3)                     |  |  |                          |        |
|  | Giappone                                     |                                              |                                              | 1        | Nigeria (dtr)             | 3 (3)                     |  |  |                          |        |
|  | Spagna                                       | 2                                            |                                              | Germania | 3 (2)                     |                           |  |  |                          |        |
|  | Spagna                                       | 2                                            |                                              |          | 3 (2)                     |                           |  |  |                          |        |
|  |                                              |                                              |                                              |          |                           |                           |  |  | 30 ottobre - Navi Mumbai |        |
|  |                                              |                                              |                                              |          |                           |                           |  |  |                          |        |

### Quarti di finale
| Arbitro: | Iuliana Demetrescu |

|                                  |                      |                                                     |
| Villareal 40’                    | Marcatori            | 27’ (rig.) Edafe                                    |
| Adames Emri Suarez Bhuta Jackson | Tiri di rigore 3 – 4 | Etim Offiong Usani Comfort Folorunsho Omamuzo Edafe |

| Arbitro: | Oh Hyeon-jeong |

|                          |           |  |
| Steiner 23’ Krüger 90+5’ | Marcatori |  |

| Arbitro: | Ivana Martinčić |

|                                           |           |  |
| Caicedo 3’ Munoz 17’ Rodríguez 36’ (rig.) | Marcatori |  |

| Arbitro: | Katia García |

|              |           |                  |
| Tanikawa 66’ | Marcatori | 87’, 90+3’ Lopez |

### Semifinali
| Arbitro: | Iuliana Demetrescu |

|                                                      |                      |                                                              |
| Offiong Etim Usani Afolabi Edafe Oyinlola Folorunsho | Tiri di rigore 5 – 6 | Rodríguez Perlaza Munoz Espitaleta Caicedo Ortegon Hernàndez |

| Arbitro: | Rebecca Welch |

|  |           |              |
|  | Marcatori | 90’ Corrales |

### Finale per il terzo posto
| Arbitro: | Anahi Fernandez |

|                                               |                      |                                     |
| Ajakaye 20’ Bello 48’ Etim 63’                | Marcatori            | 79’ Jella Veit 85’ Bartz 90’ Bender |
| Blessing Sunday Etim Opeyemi Ajakaye Adeshina | Tiri di rigore 3 – 2 | Veit Platner Bender Janzer Bartz    |

### Finale
| Arbitro: | Katia García |

|  |           |                   |
|  | Marcatori | 82’ (aut.) Guzman |

## Classifica marcatori
| Gol |  |  | Giocatore        | Squadra       |
| --- |  |  | ---------------- | ------------- |
| 4   |  |  | Linda Caicedo    | Colombia      |
| 4   |  |  | Loreen Bender    | Germania      |
| 4   |  |  | Momoko Tanikawa  | Giappone      |
| 3   |  |  | Charlotte Kohler | Stati Uniti   |
| 2   |  |  | Aline            | Brasile       |
| 2   |  |  | Lara             | Brasile       |
| 2   |  |  | Tali Rovner      | Cile          |
| 2   |  |  | Lucie Calba      | Francia       |
| 2   |  |  | Mara Alber       | Germania      |
| 2   |  |  | Alara Şehitler   | Germania      |
| 2   |  |  | Marie Steiner    | Germania      |
| 2   |  |  | Jella Veit       | Germania      |
| 2   |  |  | Uno Shiragaki    | Giappone      |
| 2   |  |  | Emily Clegg      | Nuova Zelanda |
| 2   |  |  | Amina Bello      | Nigeria       |
| 2   |  |  | Edidiong Etim    | Nigeria       |
| 2   |  |  | Miracle Usani    | Nigeria       |
| 2   |  |  | Vicky Lopez      | Spagna        |
| 2   |  |  | Melina Rebimbas  | Stati Uniti   |
| 2   |  |  | Samantha Smith   | Stati Uniti   |

## Premi
Al termine del torneo sono stati assegnati questi premi:
| Pallone d'oro         | Pallone d'argento | Pallone di bronzo |
| --------------------- | ----------------- | ----------------- |
| Vicky López           | Linda Caicedo     | Mara Alber        |
| Scarpa d'oro          | Scarpa d'argento  | Scarpa di bronzo  |
| Loreen Bender         | Momoko Tanikawa   | Linda Caicedo     |
| 4 reti, 2 assist      | 4 reti            | 4 reti            |
| Guanto d'oro          |                   |                   |
| Sofía Fuente          |                   |                   |
| Premio Fair Play FIFA |                   |                   |
| Giappone              |                   |                   |